# Diadegma areolator
Diadegma areolator là một loài tò vò trong họ Ichneumonidae.